# Rudgea angustissima
Rudgea angustissima är en måreväxtart som beskrevs av Paul Carpenter Standley. Rudgea angustissima ingår i släktet Rudgea och familjen måreväxter. Inga underarter finns listade i Catalogue of Life.